# Wybory prezydenckie w Timorze Wschodnim w 2017 roku
Wybory prezydenckie w Timorze Wschodnim w 2017 roku odbyły się 20 marca 2017. Kandydaci ubiegali się o urząd prezydenta na 5-letnią kadencję. Już w pierwszej turze zwyciężył lewicowy kandydat Rewolucyjnego Frontu na rzecz Niepodległości Timory Wschodniego (FRETILIN) – Francisco Guterres, uzyskując 57,1% ważnie oddanych głosów..

## Wyniki
| Kandydat             | Partia                                   | % głosów |
| -------------------- | ---------------------------------------- | -------- |
| Francisco Guterres   | FRETILIN                                 | 57,1     |
| António da Conceição | Partia Demokratyczna                     | 32,5     |
| José Luís Guterres   | Frenti-Mudança                           | 2,6      |
| José Neves           | Niezależny                               | 2,3      |
| Luís Alves Tilman    | Niezależny                               | 2,2      |
| Antonio Maher Lopes  | Socjalistyczna Partia Timoru Wschodniego | 1,8      |
| Ángela Freitas       | Timorska Partia Pracy                    | 0,8      |
| Amorim Vieira        | Niezależny                               | 0,8      |